# Liste des édifices labellisés « Patrimoine du XXe siècle » de la Haute-Corse

Cet article recense les monuments historiques protégé au titre du Patrimoine du XXe siècle du département de la Haute-Corse, en France,.

## Statistiques
Au 31 décembre 2014, la Haute-Corse compte 5 immeubles protégés du patrimoine du XXe siècle.

## Liste
| Monument                                         | Commune             | Adresse                        | Coordonnées                      | Notice         | Date      | Illustration               |
| ------------------------------------------------ | ------------------- | ------------------------------ | -------------------------------- | -------------- | --------- | -------------------------- |
| Palais de Justice de Bastia                      | Bastia              | Rond-point Moro-Giafferi       | 42° 41′ 43″ nord, 9° 26′ 46″ est | « PA00099163 » | 1979 1992 | Image manquante Téléverser |
| Centre paroissial Notre-Dame des Victoires       | Bastia              | Place Notre-Dame-des-Victoires | 42° 40′ 51″ nord, 9° 26′ 28″ est | PA2B000013     | 2008      | Image manquante Téléverser |
| Hôtel Nord-Sud                                   | Calvi               | Avenue Saint François          | 42° 34′ 09″ nord, 8° 45′ 26″ est | « PA00099173 » | 1975      | Hôtel Nord-Sud             |
| Tombeau de Maestracci                            | Occhiatana          |                                | 42° 34′ 26″ nord, 9° 00′ 32″ est | « PA00099221 » | 1989      | Image manquante Téléverser |
| Château Cagninacci (Ancien couvent des Capucins) | San-Martino-di-Lota | Convento                       | 42° 44′ 11″ nord, 9° 26′ 18″ est | « PA00099280 » | 1991      | Image manquante Téléverser |